# 文昌帝君
文昌帝君（ぶんしょうていくん、Wen-chang di-jun, 英: Divine Lord Wenchang）、別名・文昌神は、道教の神。学問や科挙を司る。

## 概要
北斗七星の「天枢、天璇、天玑、天権」を総称して文昌宮と呼ぶが、功名・福禄・寿命などを司るとされたそれを神格化したもの。起源については黄帝の子孫の揮が文昌帝君になったという説もある。揮は周から元にかけて97回この世に生まれ、学問を志す者に尽くしたのち、道教の神として祀られるに至った。また、唐の優れた文筆家・張亜が神格化されたものだという説もある。
南宋の時代、科挙の普及に伴い学問や科挙を司るとして文昌帝君が学校に祀られるに至った。以後、元・明・清の時代、知識人の間で特に信仰を集めた。
元の頃から梓潼神（しどうしん）と同一視されているが、本来は別の神である。梓潼神、別名・梓潼帝君は、晋の張悪子が戦死したのち神格化されたもの。六朝の頃から信仰されているが、宋代には福禄と名籍を司る神として科挙受検者に信仰された。このことから、梓潼神と文昌帝君が同一視されている。四川の地方神であった梓潼神と星神である文昌帝君が同一視されたことについては、明代・清代にも様々な議論があったようで、清の趙翼も『陔余叢考』で詳述している。それによると、もともとは別の神であるから分離すべきとの主張が、明の弘治年間に行われていた。趙翼も、基本的にはこの立場を支持しているが、「こういった認識が一部の士大夫の間であったとしても、文昌帝君と梓潼帝君の融合はもはや抜きがたい」とも述べている。
科挙の無くなった現代においても、台湾の文昌帝君の祭祀されている廟には、合格祈願のため受験票のコピーを納める受験生が多くいる。二階堂善弘は、日本の天神・菅原道真がもっぱら受験のための神として扱われている現象とほぼ同じであろうとしている。

### その他
『文昌帝君隠騭文』(ぶんしょうていくんいんじつぶん、または単に『隠騭文』。Yin-zhi wen, 英: Tract of Hidden Judgement)は文昌帝君の書いたものと仮託され、善書の一つとして明・清の時代に流行した。強い影響力を持った善書であり、その知名度は『太上感応篇』、『関帝覚世真経』に並ぶ。全文がにあり。
文章を司る魁星という神と共に祀られることも多い。